# Shintaro Kokubu
Shintaro Kokubu (國分 伸太郎 Kokubu Shintaro?), född 31 augusti 1994 i Okayama i Okayama prefektur, är en japansk fotbollsspelare som spelar för Montedio Yamagata.

## Karriär
Kokubu började sin karriär 2017 i Oita Trinita. I januari 2019 lånades han ut till Giravanz Kitakyushu. Efter två år på lån i Giravanz Kitakyushu gick Kokubu inför säsongen 2021 till Montedio Yamagata.